# Metarranthis amyrisaria
Metarranthis amyrisaria là một loài bướm đêm trong họ Geometridae.